# Captain Toad: Treasure Tracker
Captain Toad: Treasure Tracker (japonês: 進め! キノピオ隊長, Hepburn: Susume! Kinopio-taichō) é um jogo eletrônico de quebra-cabeça e plataforma em 3D publicado pela Nintendo para o Wii U. É uma extensão dos níveis de Super Mario 3D World que envolviam o personagem Capitão Toad, cuja principal característica era sua incapacidade de pular. Foi lançado em novembro de 2014 no Japão, dezembro de 2014 nos Estados Unidos e janeiro de 2015 na Europa e na Austrália, apesar de ter sido encontrado em lojas do Reino Unido já em dezembro de 2014. O jogo não foi trazido oficialmente ao Brasil por causa da suposta baixa demanda. Também sorte em você lançado do Itália em 9 de janeiro de 2015. Durante a Nintendo Direct de 8 de março de 2018, a Nintendo confirmou que Captain Toad seria lançado a 13 de julho de 2018, para Nintendo Switch e Nintendo 3DS.

## Jogabilidade

Exemplo de nível. Capitão Toad está à direita com a lanterna acesa, próximo de uma Super Jóia e de uma plataforma ativada pelo sopro. As alavancas azuis ao centro elevam as estruturas abaixo delas. A Estrela do Poder encontra-se na parte mais alta

O jogador usa o GamePad do Wii U para controlar o Capitão Toad ou Capitã Toadette e consegue andar, correr, movimentar a câmera (que fica totalmente a cargo do jogador), dar zoom e ligar ou desligar uma lanterna que é carregada na cabeça. Para poder progredir sem pular, muitas vezes é necessário usar mecanismos como alavancas, válvulas, botões, a touch screen do controle ou ventiladores ativados pelo sopro para realizar ações como elevar, abaixar ou girar estruturas, mover plataformas, abrir portas e controlar o nível da água. Também existem itens como nabos para atacar inimigos, a Double Cherry, que cria um clone do personagem, e a Super Pickax, picareta temporária capaz de quebrar blocos.
Cada fase tem uma estrela dourada (Power Star) necessária para completá-la e três diamantes (Super Gems) opcionais mas exigidos em certas quantidades para desbloquear níveis posteriores, além de um objetivo bônus, que pode ser por exemplo coletar um número de moedas, não receber dano ou encontrar um cogumelo escondido. Foi anunciado que em 20 de março de 2015 será disponibilizada uma atualização que permitirá conectar o Amiibo de Toad ao jogo para que os estágios tenham também o desafio de encontrar uma versão "8 bits" do personagem escondida.

## Desenvolvimento
No começo do desenvolvimento de Super Mario 3D World, houve um teste de estágios em forma de diorama, resgatando o conceito de mundos contidos em estruturas compactas de Super Mario 64. Entretanto, percebeu-se que a habilidade de pulo de Mario faria com que os níveis ficassem demasiadamente grandes. Com isso, houve a ideia de se usar o personagem Link da série The Legend of Zelda, que foi submetida a Shigeru Miyamoto mas recusada. No entanto, Miyamoto acreditou no potencial do conceito e permitiu que fosse incorporado em Super Mario 3D World. Shinya Hiratake, que depois seria diretor de Treasure Tracker, lembrou-se do personagem Capitão Toad de Super Mario Galaxy. Como carregava uma mochila pesada, não conseguiria pular e se encaixaria na proposta. 3D World acabou tendo seis níveis nesse estilo. Depois do lançamento do jogo de Mario, Miyamoto incentivou o time a trabalhar em um título próprio de Captain Toad. Treasure Tracker foi anunciado na E3 de 2014.

## Recepção
O jogo foi geralmente bem recebido pela crítica, atingindo médias de 81% no Metacritic e nos GameRankings. O IGN classificou-o como "um dos jogos de quebra-cabeça mais inteligentes e encantadores de 2014", mas se decepcionou com o controle da câmera pelo giroscópio e limitações dos menus. Na eleição de melhores de 2014 do portal, o jogo foi o vencedor na categoria de quebra-cabeça pela escolha do público, mas ficou atrás de Monument Valley na escolha da crítica. O GameTrailers enalteceu os "belos visuais que dão exemplo do que o Wii U é capaz de produzir", a variedade do level design e o bom ritmo de aumento de dificuldade, embora tenha levantado problemas na câmera em raras situações. O GamesRadar elogiou o estilo artístico, mas alegou haver baixa dificuldade em algumas partes, pouca quantidade de conteúdo que não justificaria um lançamento físico e falta da experimentação e improvisação típicas dos jogos da série Mario. O site brasileiro Info mencionou a diversidade dos quebra-cabeças, a abrangência do título a vários tipos de público e o bom acabamento artístico, mas criticou o uso do giroscópio para controle da câmera, a inexistência de um modo multijogador e a falta de um botão para reiniciar a fase rapidamente.